# Mojoduwur (Mojowarno)
Mojoduwur is een bestuurslaag in het regentschap Jombang van de provincie Oost-Java, Indonesië. Mojoduwur telt 4883 inwoners (volkstelling 2010).